# Hendrika van Gelder
Hendrika van Gelder (Amsterdam, 7 mei 1870 – Sobibór, 7 mei 1943) was een Nederlands schilder en tekenaar.

## Levensloop
Hendrika van Gelder, Riekie voor intimi, was een dochter van Abraham van Gelder, handelaar in goud en zilver, en Reintje Simons. Van Gelder wilde kunstenaar worden, maar ging op advies van haar ouders naar de Dagteekenschool voor Meisjes om een vak te leren. Ze kreeg er schilderlessen van Jo Stumpff en leerde boetseren van Rien Hack. Nadat ze in 1900 haar tekenakte behaalde kwam ze in aanraking met de schilder Eduard Frankfort, die haar als leerling onder zijn hoede nam. Ook kreeg ze les van Henriëtte Asscher. Het joods weekblad De Vrijdagavond noemt haar in 1925 "een begaafde portraitiste". Naast portretten schilderde en tekende ze (bloem)stillevens, interieurs, landschappen en stadsgezichten.
Van Gelder sloot zich aan bij de Amsterdamse Kunstenaarsvereniging Sint Lucas (1908), Arti et Amicitiae (1909) en De Onafhankelijken (1938), ze nam deel aan diverse groepsexposities, De Vrouw 1813-1913 en tentoonstellingen bij Pulchri. In 1933 verhuisde ze naar een van de atelierwoningen aan de Zomerdijkstraat. In de winter van 1939-1940 nam ze met een pastelportret een schilderij met violen en twee stadsgezichten van Menton deel aan de tentoonstelling 'Onze kunst van heden' in het Rijksmuseum Amsterdam.
Tweede Wereldoorlog
Arti et Amicitiae sloot zich in 1941 aan bij de Nederlandsche Kultuurkamer, op last van de bezetter werden vijftien Joodse leden geroyeerd. Naast Van Gelder waren dat Maria Boas-Zélander, Charlotte Boom-Pothuis, Moos Cohen, Max van Dam, Marianne Franken, Salomon Garf, Felix Hess, Jaap Kaas, Baruch Lopes de Leao Laguna, Martin Monnickendam, Marinus van Raalte, Mommie Schwarz, David Schulman en Jo Spier. Alleen Kaas, Schulman en Spier overleefden de oorlog, Boom en Monnickendam overleden in Amsterdam, de anderen kwamen om in de concentratiekampen. 
In 1942 leverde Van Gelder drie schilderijen, waaronder het stilleven Symbolen van het Joodsche Geloof, voor een verkooptentoonstelling die de Van Leerstichting organiseerde om joodse kunstenaars te ondersteunen, het schilderij werd aangekocht voor de Nederlands-Israëlietische Hoofdsynagoge. Een tweede exemplaar kwam via particulier bezit in 2003 terecht in de collectie van het Joods Historisch Museum. Het werden vermoedelijk haar laatste schilderijen. Een paar maanden later besloten de bezetters de Hollandsche Schouwburg te gebruiken als verzamel- en deportatieplaats. Ook Hendrika van Gelder werd vanwege haar Joodse afkomst opgepakt. Ze kwam in 1943 op naar 73e verjaardag in het vernietigingskamp Sobibór om het leven. Postuum werd haar werk onder meer getoond bij de herdenkingstentoonstellingen 'Kunst in het harnas' (1945) in het Stedelijk Museum Amsterdam en 'Rebel, mijn hart' (1995) in de Nieuwe Kerk in Amsterdam.

## Enkele werken

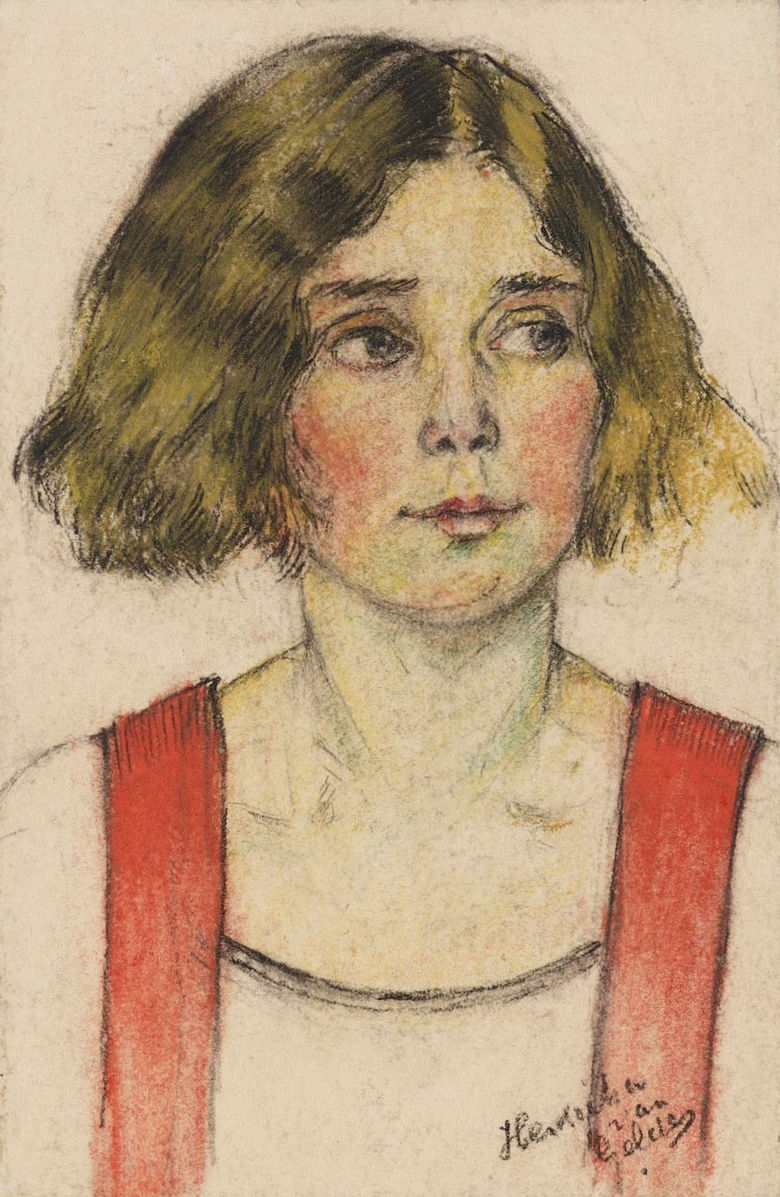
Portret van een meisje, collectie Teylers Museum.
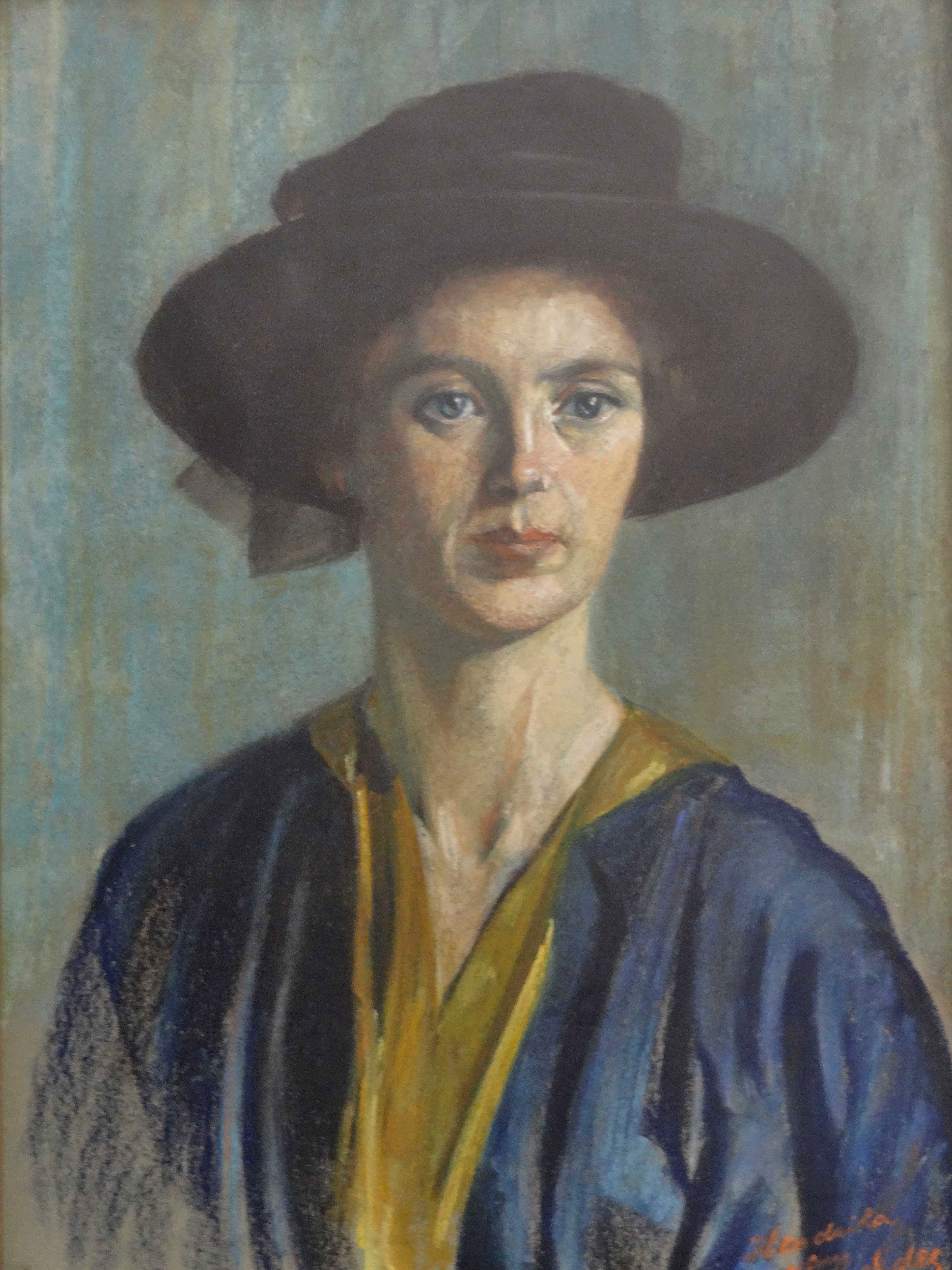
Pastelportret van Jo Simons-van Hamersveld (1913), particulier bezit.
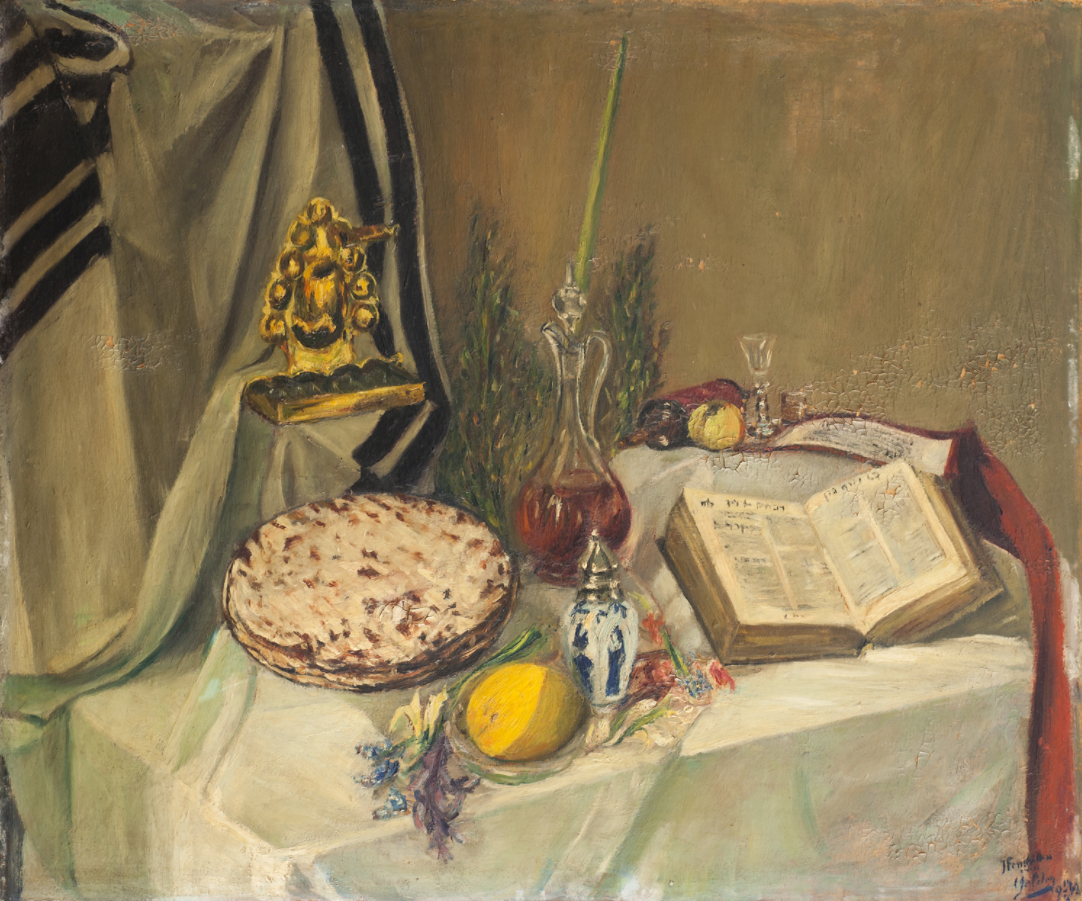
Symbolen van het Joodsche Geloof (1942), collectie Joods Historisch Museum.

- Biografisch Portaal: 25633672
- RKD-Nederlands Instituut voor Kunstgeschiedenis: 30766